# Pričevalci
Pričevalci je dokumentarna serija RTV Slovenije, v kateri starejša generacija Slovencev pripoveduje o svojem življenju. Prvič je bila predvajana 1. julija 2014. Avtor zasnove in urednik oddaje Pričevalci je dr. Jože Možina.